# Mirijevo (Žabari)
Mirijevo (Žabari) (em cirílico: Миријево) é uma vila da Sérvia localizada no município de Žabari, pertencente ao distrito de Braničevo, na região de Braničevo. A sua população era de 324 habitantes segundo o censo de 2002.

## Demografia
| 1948  | 1953  | 1961  | 1971  | 1981 | 1991 | 2002 | 2011 |
| ----- | ----- | ----- | ----- | ---- | ---- | ---- | ---- |
| 1 162 | 1 170 | 1 088 | 1 015 | 955  | 874  | 474  | 324  |